# Michael Hixon
Michael Hixon (* 16. Juli 1994 in Amherst) ist ein US-amerikanischer Wasserspringer. Er startet in den Disziplinen Kunstspringen vom 1-m- und 3-m-Brett sowie zusammen mit Kristian Ipsen im 3-m-Synchronspringen.
Hixon begann im Alter von sieben Jahren mit dem Wasserspringen. Trainiert wird er von seiner Mutter Mandy. Er nahm 2010 an den ersten Olympischen Jugend-Sommerspielen in Singapur teil. Im Kunstspringen vom 3-m-Brett gewann er Bronze. Im gleichen Jahr gewann er mit Ipsen zudem Silber bei der Junioren-Weltmeisterschaft.

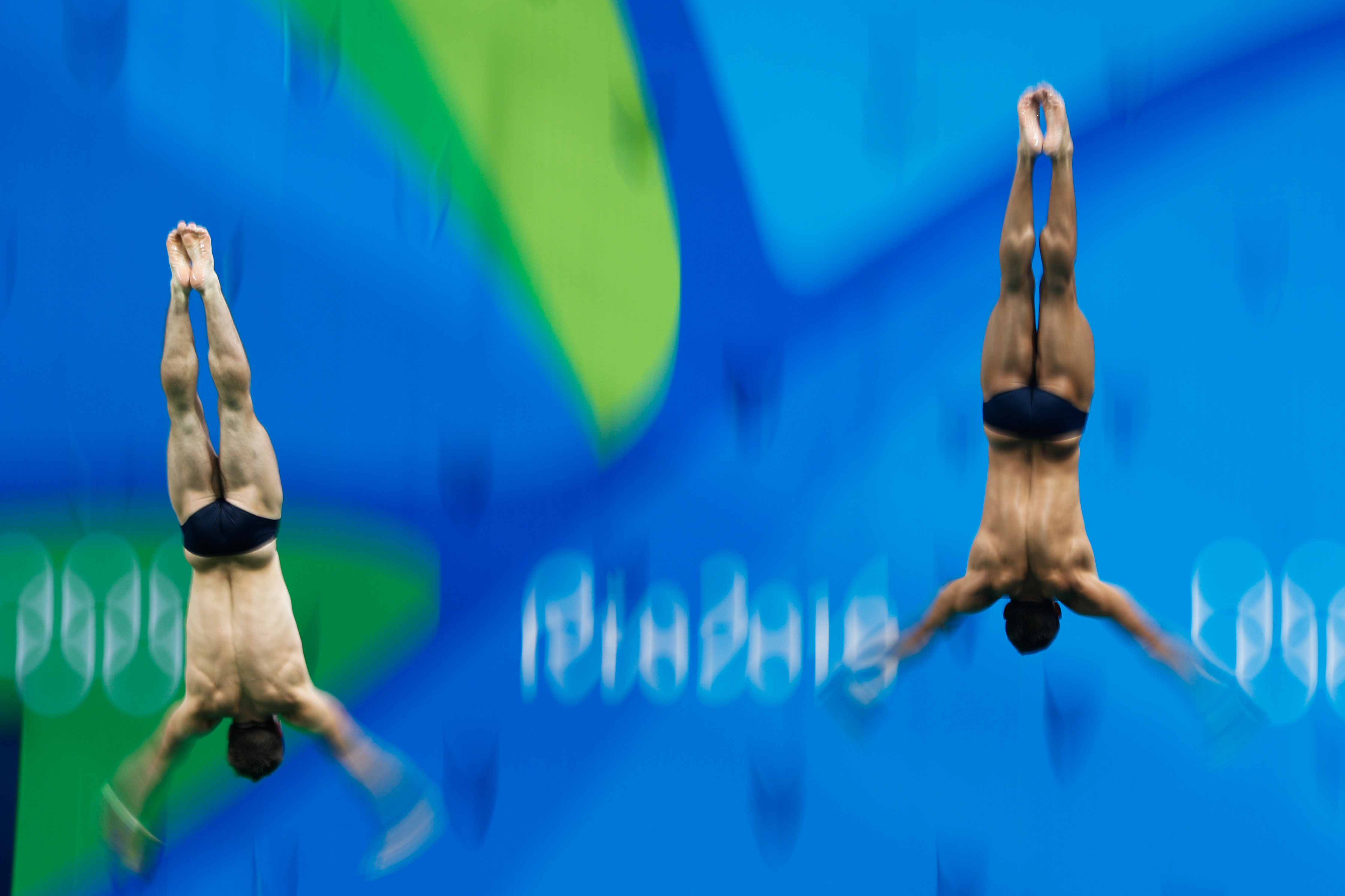
Michael Hixon und Sam Dorman bei den Olympischen Spielen in Rio 2016

Seinen bislang größten Erfolg erreichte Hixon gemeinsam mit Sam Dorman bei den Olympischen Sommerspielen 2016 in Rio de Janeiro, als beide in der Konkurrenz im Synchronspringen vom 3-Meter-Brett die Silbermedaille hinter den Briten Jack Laugher und Christopher Mears gewannen.